# 小暮写眞館
『小暮写眞館』（こぐれしゃしんかん）は、宮部みゆきによる日本の長編小説。2010年5月に講談社から講談社創業100周年記念出版書下ろし作品として発刊された。2013年にNHK BSプレミアムでテレビドラマ化された。

## 概要
宮部の現代を舞台とした小説では初のノンミステリー小説となる。大きな事件や犯罪は全く起こらず、宮部曰く『理由』や『模倣犯』で描いた様な事件はもう書きたくないという気持ちが表れたという。ジャンルとしては青春小説や家族小説、恋愛小説にあたるとしている。
『週刊文春2010ミステリーベスト10』国内部門7位、『このミステリーがすごい!2011年版』国内編8位、『ミステリが読みたい!2011年版』国内篇17位を獲得している。

## あらすじ
「第1話・小暮写眞館」、「第2話・世界の縁側」、「第3話・カモメの名前」、「第4話・鉄路の春」の4部から構成される。
ごく普通の高校1年生・花菱英一は平凡な両親と弟の4人暮らしである。両親が結婚20周年を機会に購入した念願のマイホームは「小暮寫眞舘」という看板が軒先にかかったままである築30年以上の元写真館であった。花菱家が住み始めるとすぐに心霊写真が持ち込まれたり、身の周りで心霊現象を体験するようになる。友情・恋愛・死・出会い・別れを経験し、英一は少しずつ成長していく。

## テレビドラマ
2013年3月31日から2013年4月21日までNHK BSプレミアムより毎週日曜22:00 - 22:49に放送された。全4回。初回は21:00 - 22:29の拡大放送。2015年8月11日から2015年8月14日までNHK総合で4夜連続で再放送された。

### キャスト

#### 花菱家
- 花菱英一（都立三雲高等学校2年生・17歳 ） - 神木隆之介
- 花菱京子（英一の母） - 松下由樹
- 花菱秀夫（英一の父） - 石黒賢
- 花菱光（英一の弟） - 加部亜門

#### レギュラー
- 垣本順子（ST不動産事務員） - 成海璃子
- 須藤（ST不動産社長） - 笹野高史
- 店子力（店子総合病院院長の息子） - 堀井新太
- 小暮泰治郎（小暮写眞館元店主） - 品川徹

#### 第1回「幽霊が出る写真館」
- 三田真 - 山中崇
- 三田徳子（真の母、神光真の園教会の信者） - 根岸季衣
- 三田義雄（真の父） ‐ 史朗
- 山埜理恵子（三田真の元妻） - 田中美里
- 野口（神光真の園教会城東支部事務長） - 梅沢昌代
- 陽シンギ（神光真の園教会の教祖） - りりィ
- 半田光子（蕎麦屋の看板娘） - 西尾まり

#### 第2回「飛べないカモメ」
- 野中（強盗） - 梶原善
- 牧田怜子（登校拒否の息子・翔の母親） - 有森也実
- 牧田翔 - 浦上晟周
- 濱田辰吾郎（小暮写眞館の前身・「濱田写眞館」の主人） ‐ 小林隆
- 石川信子（小暮泰治郎の娘） - 萬田久子

#### 第3回「縁側の涙」
- 河合公恵（三雲高校の卒業生） - 徳永えり
- 河合富士郎（河合公恵の父） - 渡辺哲
- 足立文彦（河合公恵の婚約者） - 郭智博
- 花菱克己（秀夫の次兄〈英一の伯父〉） ‐ 二階堂智（第4話）
- 花菱智子（英一の伯母・克己の妻） ‐ 大路恵美（第4話）
- 花菱良夫（秀夫の長兄〈英一の伯父〉） - 小木茂光（第4話）
- 花菱栄美（英一の伯母・良夫の妻） - 千葉雅子（第4話）

#### 最終回「対岸の光」
- 花菱敏江（秀夫の母） - 大方斐紗子
- 花菱正秀（秀夫の父） - 松熊信義
- 垣本保恵（順子の母） ‐ 黒沢あすか

### スタッフ
- 原作：宮部みゆき『小暮写眞館』
- 脚本：国井桂
- 音楽：山下康介
- 撮影：月永雄太、花村也寸志
- 照明：高坂俊秀
- 美術：矢内京子
- 演出：熊坂出、守屋健太郎
- プロデューサー：藤村恵子
- 主題歌：ケツメイシ「トレイン」（トイズファクトリー）
- 製作著作：NHK、テレビマンユニオン

### 放送日程
| 話数 | サブタイトル     | 初回放送日 |
| --- | ---------------- | ---------- |
| 第1回 | 幽霊が出る写真館 | 3月31日    |
| 花菱一家は、父・秀夫の気まぐれでかつて小暮写眞館を営んでいた古屋に引っ越すことになる。しばらくして長男・英一の元に一枚の心霊写真が持ち込まれる。それは、不自然な場所に女性の顔が映りこむ不可解な写真であった。近所のST不動産屋の社員・垣本順子に見せたところ、その女性は泣いている様に見えるという。英一は写真の謎を解明するために調査を行い、女性の正体に迫る。                   |                  |            |
| 第2回 | 飛べないカモメ   | 4月7日     |
| 花菱家に強盗が侵入したと聞きつけ、英一が急いで帰宅すると強盗犯は老人の幽霊に取り押さえられたという。英一は幽霊の正体を小暮写眞館の経営者であった小暮泰治郎であると確信し弟と共に、泰治郎の娘・石川信子の家へと向かう。信子から泰治郎の生い立ちを聞かされる中、今度はカモメが写った写真が英一の元に渡る。                                                                           |                  |            |
| 第3回 | 緑側の涙         | 4月14日    |
| 多くの写真を調査し、心霊写真探偵と呼ばれるようになった英一に、親子3人が泣いている姿で捉えられている写真が渡る。河合家の縁側で親子を娘・公恵の婚約者・足立文彦が撮影したものである。そのころ、花菱家では母・京子と父・秀夫の間で夫婦喧嘩が起こる。勢いに任せて秀夫が家を出ていくが行く当てもなく、英一と一緒に写真の調査に付き添うこととなる。                                      |                  |            |
| 最終回 | 対岸の光         | 4月21日    |
| 同級生の店子力から弟・光が失踪したと聞き、慌てる英一に光は群馬の霊園にいるという情報が入る。小暮泰治郎の墓に亡くなった姉・風子へ謝罪するため訪れたと知り、英一は封印してきた過去の過ちと向き合うこととなる。そのころ、英一が恋心を抱いているST不動産の事務員・順子の元に決別していた母親が現れるが、順子は追い返す。そして英一は、花菱家と親戚との長年にわたる確執に決着をつける。 |                  |            |